# Carter megye (Oklahoma)
Carter megye az Amerikai Egyesült Államokban, azon belül Oklahoma államban található. Megyeszékhelye és legnagyobb városa Ardmore. Lakosainak száma 48 003 fő (2020. április 1.). Carter megye Garvin, Murray, Johnston, Marshall, Love, Stephens és Jefferson megyékkel határos.

## Népesség
A megye népességének változása:
| Lakosok száma | 47 618 | 47 955 | 48 035 | 48 491 | 48 689 | 48 003 |
|               | 2010   | 2011   | 2012   | 2013   | 2015   | 2020   |